# Айви, Билл
Уильям Дэвид Айви, более известный как Билл Айви (англ. William David Ivy; 27 августа 1942, Мейдстон, Великобритания — 12 июля 1969, Хоэнштайн-Эрнстталь, ФРГ) — британский мотогонщик, чемпион мира в классе 125cc MotoGP (1967 года). Первый спортсмен, который выиграл чемпионат мира в классе 125сс на мотоцикле Yamaha.

## Биография
Билл Айви был небольшого роста, но у него было огромное сердце и непревзойденное мастерство. Он носил длинные волосы, так же как и Джеки Стюарт, и был одним из настоящих идолов для молодых болельщиков гонок в середине 1960-х годов. Айви вместе с друзьями Джакомо Агостини и Майком Хейлвудом всегда могли посоревновались в том, кто соберет больше дам.
Спортивную карьеру в мотоспорте Билл Айви начал в 1957 году, когда ему было всего 15 лет. Он ездил на 50-ти кубовому Itom, в 1964 году он выиграл соревнования на 125-ти кубовых мотоциклах ACU Star. В 1965 году он выиграл Британский чемпионат в классе 500 см3, который на то время состоял из одной гонки, и до конца года подписал контракт с командой Yamaha для выступлений в классе 125сс.
В 1966 году, в своем дебютном сезоне, Айви выиграл четыре Гран-При в сезоне — Голландии, Остров Мэн Tourist Trophy, Испании и Японии — заняв 2-е место в общем зачете после Луиджи Тавери, который выступал на Honda.
В 1967 году он стал чемпионом мира в классе 125сс, доминируя на протяжении сезона, одержав восемь побед в 10-ти гонках. Еще две победы Айви получил в классе 250сс.
В 1968 году Билл получил восемь побед (две в классе 125сс и 6 — в 250сс) и в общем зачете занял два вторых места в обоих классах, уступив своему земляку Филу Риду.
Во время своей карьеры в мотоспорте «Маленький Билл» Айви стартовал в 46 гонках чемпионата мира серии Гран-При, выиграв 21 из них: 14 в классе 125cc и 7 в 250cc, 18 раз он был автором самого быстрого круга и 42 раза поднимался на подиум. Он выступал на мотоциклах Yamaha с 1965 по 1968 годы, а в 1969-м, после того, как компания объявила о своем выходе из MotoGP, Айви присоединился к команде Jawa. Сезон 1969-года обещал стать многообещающим: Билл занял два 2-х места вслед за Джакомо Агостини на первых гонках.
Билл Айви погиб во время последней сессии практики на Заксенринге вследствие заклинивания поршня в 350-кубовом V-образном 4-цилиндровом двухтактном двигателе его мотоцикла Jawa. Он разбился на том же месте, что и другой крупный британский гонщик Джимми Гатри 32 лет назад. По словам очевидцев, незадолго до аварии Айви поправлял очки или даже снял шлем, и он ничего не мог сделать, когда его заднее колесо вдруг заклинило. Были также слухи, что он ехал, опираясь левой рукой на топливный бак, поэтому не смог добраться до сцепления, когда двигатель остановился. Все эти версии до сих пор не подтверждены. Билл Айви оторвался от мотоцикла и был выброшен в стену. Его шлем слетел, в результате аварии Айви получил тяжелые травмы головы и грудной клетки, от которых скончался через три часа в больнице Хоэнштайн-Эрнстталь.